# Surface Transportation Board

Zegel van het STB.

De Surface Transportation Board (STB) is een klein Amerikaans overheidsagentschap. Het valt onder het ministerie van Vervoer. Het werd in 1996 opgericht om enkele van de regulerende taken van de Interstate Commerce Commission (afgeschaft in 1995) over te nemen. Andere functies werden opgeheven of doorgegeven aan de Federal Motor Carrier Safety Administration of het Bureau of Transportation Statistics. 
De STB waakt onder andere over tarieven, dienstverlening, bouw, aankoop, opheffing en fusies van spoorwegen in de VS. Ook bedrijven in andere deelsectoren van het transport, zoals operatoren van pijplijnen of verhuisbedrijven, vallen onder de jurisdictie van de STB.